# Сидоркін (хутір)
Сидоркін (рос. Сидоркин) — хутір у Алексєєвському районі Бєлгородської області Російської Федерації.
Населення становить 96  осіб. Входить до складу муніципального утворення Алексєєвський міський округ.
Стара назва — Сидоркіно.

## Історія
Населений пункт розташований у східній частині української суцільної етнічної території — східній Слобожанщині.
У джерелах 1859 року згадується: «хутор казенный Сидоркин (Сидоренков, Пенкин) на Кобыльем логе» «по правую сторону большого почтового тракта от г. Бирюча до г. Острогожска» — 30 дворів, 293 жителя (147 чоловіків і 146 жінок). Належав бо Бірюченського повіту.
У Памятній книзі Воронезької губернії від 1887 року згадується як «хуторъ Сидоркинъ» Іловської волості Бірюченського повіту, з 357 мешканцями і 43 дворами. 
У джерелі 1900 року: «хутор Сидоркин при Кобыльем яре» - 51 двір, 345 жителів (183 чоловіка і 162 жінки).
Від липня 1928 року — в Ільїнській сільраді Олексіївського району.
Згідно із законом від 20 грудня 2004 року № 159 від 1 січня 2006 року до 18 квітня 2018 року органом місцевого самоврядування було Іллінське сільське поселення.

## Адміністративна історія
- до 1918: Російська імперія, Воронезька губернія, Бірюченський повіт, Іловська волость
- 1917 — 1918: УНР, Подоння
- 1918: Українська держава, Подоння
- 19 березня 1918: РСФСР, Воронезька губернія, Олексіївський повіт.
- 4 января 1923: РСФСР, Воронезька губернія, Острогозький повіт.
- 1924:  РСФСР, Воронезька губернія, Острогозький повіт, Олексіївський район.
- 14 травня 1928: РСФСР, Центрально-Чорноземна область, Острогозький округ, Олексіївський район, Ільїнська сільрада.
- 23 червня 1930: РСФСР, Центрально-Чорноземна область, Олексіївський район, Ільїнська сільрада.
- 13 червня 1934: РСФСР, Воронезька область, Олексіївський район, Ільїнська сільрада.
- 6 січня 1954: РСФСР, Білгородська область, Олексіївський район, Ільїнська сільрада.

## Населення
| 2002 | 2010 |
| ---- | ---- |
| 133  | ↘96  |

## Персоналії
- Серіщев Яків Матвійович — історик КПРС